# ShaoLan Hsueh
ShaoLan Hsueh (chiń. 薛曉嵐; pinyin Xuē Xiǎolán) – przedsiębiorca, pisarka i założycielka Chineasy, metody do nauki języka chińskiego.

## Życiorys
Urodziła się jako trzecia, najmłodsza córka w rodzinie kaligrafa i artysty ceramika. W młodości interesowała się taoizmem, chińską akupunkturą i nauką. Już podczas nauki w szkole napisała swoją pierwszą książkę – instrukcję obsługi Windowsa. Później napisała jeszcze 3 inne książki, które zostały nagrodzone tytułem „książki roku”. W wieku 24 lat stała się jedną z fundatorów pAsia. Po jej opuszczeniu znalazła czas na podróżowanie po świecie i naukę wspinaczki górskiej. W 2002 roku przyjechała do Wielkiej Brytanii na naukę na Uniwersytecie w Cambridge, w czasie której urodziła dwójkę dzieci: córkę MuLan i syna MuAn. W 2010 wzięła urlop naukowy i podróżowała do takich miejsc, jak Botswana, kolumbijska Amazonia i koło podbiegunowe.

## Chineasy
ShaoLan już w dzieciństwie pasjonowała się chińską kaligrafią i językiem chińskim, więc starała się nauczyć go swoje dzieci. Było to jednak trudne, w związku z czym poszukiwała łatwej metody nauki tego języka, aż wymyśliła własną – Chineasy. Chineasy to metoda nauki języka chińskiego polegająca na uczeniu się najbardziej podstawowych znaków pisma chińskiego za pomocą kolorowych grafik. Została ona zaprezentowana w lutym 2013 roku podczas konferencji TED w Long Beach w Kalifornii. W ciągu kilku następnych miesięcy Chineasy zyskało sławę w mediach i internecie, a ShaoLan stworzyła cały projekt naukowy w celu popularyzacji nauki chińskiego i szerzenia chińskiej kultury.

## Źródła
- http://shaolan.com